# Jake Auchincloss
Pour les articles homonymes, voir Auchincloss.
Jacob Daniel Auchincloss dit Jake Auchincloss, né le 29 janvier 1988 à Newton (Massachusetts), est un homme politique américain. En 2020, il est élu pour le Massachusetts à la Chambre des représentants des États-Unis sous les couleurs du Parti démocrate.

## Biographie

### Jeunesse et débuts professionnels
Jake Auchincloss grandit à Newton, dans la banlieue de Boston. Il est diplômé du Harvard College en 2010. Pendant ses études, il effectue un stage pour le gouverneur démocrate Deval Patrick.
Une fois diplômé, il rejoint le Corps des Marines. Capitaine, il sert en Afghanistan en 2012 et participe à une campagne anti-drogues au Panama en 2014. Après l'armée, il travaille notamment pour Liberty Mutual, où il est spécialisé dans les questions de transports.

### Carrière politique
Fin 2013, Jake Auchincloss quitte le Parti démocrate et rejoint le Parti républicain. Il travaille alors pour le parti et une société privée dans le but de faire élire le républicain Charlie Baker au poste de gouverneur du Massachusetts. Il quitte le parti quelques mois plus tard, en avril 2014, et redevient démocrate en novembre 2015.
En 2015, il se présente au conseil municipal de Newton dans le 2e ward de la ville. Il remporte l'élection et devient le seul nouvel élu parmi les 24 membres du conseil municipal. Il est réélu en 2017 et 2019.
Lors des élections de 2020, Auchincloss se présente à la Chambre des représentants des États-Unis pour succéder à Joe Kennedy (candidat au Sénat) dans  le 4e district du Massachusetts, une circonscription qui s'étend de Brookline à Fall River et comprend Newton. Pour la primaire démocrate, il affronte six autres candidats. Durant la campagne, Jake Auchincloss est attaqué par ses adversaires pour son passé républicain, notamment son soutien à Charlie Baker. Le gouverneur républicain, modéré, est toutefois très populaire au sein de l'électorat démocrate (davantage qu'au sein de l'électorat républicain) et Auchincloss se définit volontiers comme un « électeur Obama-Baker ». Jake Auchincloss bénéficie également d'importants appuis financiers (dont des membres de sa famille), du soutien du Boston Globe et des divisions de la gauche du Parti démocrate,. Il remporte la primaire de justesse, devançant sa plus proche adversaire Jesse Mermell d'environ 2 000 voix sur 150 000 et réunissant 22 % des suffrages (soit 1,2 point d'avance),. En novembre, il est élu représentant face à la républicaine Julie Hall avec environ 61 % des voix. Il est réélu en 2022 et 2024.

## Positions politiques
Jake Auchincloss est considéré comme un démocrate modéré. Il se déclare lui-même « progressiste pragmatique ».